# Cantone di Montluçon-1
Il Cantone di Montluçon-1 è una divisione amministrativa dell'arrondissement di Montluçon.
È stato costituito a seguito della riforma approvata con decreto del 27 febbraio 2014, che ha avuto attuazione dopo le elezioni dipartimentali del 2015.
Comprende parte della città di Montluçon e i 3 comuni di:
- Domérat
- Saint-Victor
- Vaux